# Ствар (право)
Ствар (лат. res) представља материјални део природе (1), који се налази у људској апрехензији (2) и на њему је могуће засновати право својине или неко друго стварно право (3).
- Материјални део природе је оно што постоји у природи, а опипљиво је, одн. може се спознати чулима - чулом вида, додира,... Компјутерском терминологијом речено, материјални део природе је хардвер. Они производи људског рада који се не могу спознати чулима (нпр. компјутерски програм, идеја и тсл.) нису ствар у правном смислу, тако да не представљају предмет стварног права, што, наравно, не искључује заштиту од стране осталих правних грана - пре свега Ауторског права;

- Људска апрехензија је традиционално бомбастични начин да се каже да се нешто налази у домену људске власти, одн. да људи на том предмету могу остваривати свој утицај. Нпр. иако су ваздух или вода материјални део природе, они не представљају ствар у правном смислу те речи, зато што се не налазе у домену људске власти. Они постају ствар тек компримовањем или флаширањем (тј. када човек над њима оствари своју власт), одн. оног тренутка када постану доступни промету. Међутим, не треба везивати могућност промета неког предмета са његовим статусом ствари. Иако је већина ствари у грађанскоправном смислу истовремено и предмет правног промета, постоје и неки изузеци, као што су: добра мртве руке, фидеикомиси, свете ствари, вештачки удови и протезе, људски леш, делови тела (ова последња два могу бити предмет правног промета али ограниченог и, наравно, у медицинске и наставне сврхе, што регулишу посебни прописи), итд. Већина ових ствари (сем леша и делова тела) су некада биле у правном промету, али су законом или правним послом, касније, из њега изузете. Али, таква одлука није и не може утицати на њихов статус ствари - они постају res extra commercium, одн. ствари ван правног промета;

- Могућност заснивања неког стварног права (својине, државине, заложног права, права становања, итд.) је трећи услов који се тражи да би се неки материјални део природе могао сматрати стварју. Он је у тесној вези са претходним условом, у том смислу што је римска правна наука уместо овог услова захтевала могућност правног промета како би нешто било сматрано стварју. Међутим, како је то показано у претходном делу, постоје неке ствари које су ван промета, али је за све њих заједничко то да на њима постоји неко стварно право, што неминовно имплицира да није неопходно да постоји и могућност промета.

Сва ова три услова потребно је испунити кумулативно (одједном).